# Martin Weiss (1903–1984)
Martin Weiss, född 21 februari 1903 i Karlsruhe, död där 30 september 1984, var en tysk SS-Hauptscharführer och kommendant för Vilnius getto. Han var även befälhavare för Ypatingasis būrys, en specialenhet, vilken i hög grad var ansvarig för Paneriaimassakern, det vill säga massmordet på så många som 100 000 litauiska judar samt polacker i Paneriai, en förort till Vilnius. Mellan oktober 1941 och juli 1943 ledde Weiss avrättningarna i Paneriai; han mördade även själv judar.